# District de Brezno
Le district de Brezno (en slovaque : okres Brezno) est un des 79 districts de Slovaquie, dans la région de Banská Bystrica. Il constituait jusqu'en 1992 la moitié orientale du district de Banská Bystrica.

## Démographie

### Évolution de la population
| Année:               | 1994.  | 2004.   | 2014.   | 2024.   |
| -------------------- | ------ | ------- | ------- | ------- |
| Nombre de personnes: | 66 424 | 65 080  | 62 971  | 57 916  |
| Différence:          |        | -2,02 % | -3,24 % | -8,02 % |

| Année:               | 2023.  | 2024.   |
| -------------------- | ------ | ------- |
| Nombre de personnes: | 58 297 | 57 916  |
| Différence:          |        | -0,65 % |

## Liste des communes

### Ville
- Brezno

### Villages
Bacúch, Beňuš, Braväcovo, Bystrá, Čierny Balog, Dolná Lehota, Drábsko, Heľpa, Horná Lehota, Hronec, Jarabá, Jasenie, Lom nad Rimavicou, Michalová, Mýto pod Ďumbierom, Nemecká, Osrblie, Podbrezová, Pohorelá, Pohronská Polhora, Polomka, Predajná, Ráztoka, Sihla, Šumiac, Telgárt, Valaská, Vaľkovňa, Závadka nad Hronom